# Erzbistum Częstochowa
Das Erzbistum Częstochowa (poln.: Archidiecezja Częstochowska, lat.: Archidioecesis Czestochoviensis) ist eine in Polen gelegene Erzdiözese der römisch-katholischen Kirche.

## Geschichte
Das Bistum Częstochowa wurde am 28. Oktober 1925 von Papst Pius XI. mit der Apostolischen Konstitution Vixdum Poloniae Unitas als Suffraganbistum des Erzbistums Krakau kanonisch errichtet. Im Zuge der Um- und Neustrukturierung der katholischen Kirche in Polen wurde die Diözese durch Papst Johannes Paul II. am 25. März 1992 mit der Apostolischen Konstitution Totus Tuus Poloniae Populus in den Rang eines Metropolitan-Erzbistums erhoben.

## Religiöses Leben
Kathedrale ist die Kirche der Heiligen Familie in Częstochowa, religiöser Mittelpunkt ist jedoch das polnische Nationalheiligtum auf dem Hellen Berg, Jasna Góra, das Kloster von Częstochowa mit der wundersamen Ikone der Schwarzen Madonna.

## Ordinarien

### Bischöfe
- 1925–1951 Teodor Kubina
- 1951–1963 Zdzisław Goliński
- 1964–1984 Stefan Bareła
- 1984–1992 Stanisław Nowak

### Erzbischöfe
- 1992–2011 Stanisław Nowak
- seit 2011 Wacław Depo

### Weihbischöfe
- 1936–1943 Antoni Jacek Zimniak, Titularbischof von Dionysiana
- 1944–1965 Stanislaw Czajka, Titularbischof von Centuria
- 1960–1964 Stefan Bareła, Titularbischof von Hyllarima
- 1964–1992 Tadeusz Stanislaw Szwagrzyk, Titularbischof von Ita
- 1965–1992 Franciszek Musiel, Titularbischof von Tamata
- 1978–1994 Miloslaw-Jan Kolodziejczyk, Titularbischof von Avissa
- 1998–2016 Antoni Długosz, Titularbischof von Aggar
- 2000–2013 Jan Franciszek Wątroba, Titularbischof von Bisica
- seit 2017 Andrzej Przybylski, Titularbischof von Hortanum